# Worldwide LHC Computing Grid
Il Worldwide LHC Computing Grid, in sigla:WLCG (in italiano: Rete di calcolatori mondiale per LHC), ex LHC Computing Grid (LCG) fino al 2006 è un progetto collaborativo internazionale che consiste di una infrastruttura di computer collegati in rete con una struttura a "griglia" per oltre 170 centri di calcolo in 36 nazioni attivo dal 2012.
Fu progettato dal CERN per gestire le enormi quantità di dati prodotte dagli esperimenti dell'acceleratore di particelle europeo Large Hadron Collider (LHC).
L'ordine di dati archiaviati all'anno è di 25 petabyte.
Da settembre 2016, giacché gli esperimenti dell'LHC coprono il 70% dell'attività dell'acceleratore stesso anziché solo il 30% come preventivato, si inizia a pensare ad una sua estensione per gestire l'enorme mole di dati.